# Carlos Daireaux
 (janvier 2025).
Si vous disposez d'ouvrages ou d'articles de référence ou si vous connaissez des sites web de qualité traitant du thème abordé ici, merci de compléter l'article en donnant les références utiles à sa vérifiabilité et en les liant à la section « Notes et références ».
Carlos Godofredo Daireaux, né à Buenos Aires le 21 décembre 1871 et mort au même endroit le 14 novembre 1957, est un militaire et homme politique argentin. Il a atteint le grade de vice-amiral dans la Marine argentine et a exercé les fonctions de ministre de la Marine de la République argentine entre 1931 et 1932.

## Biographie
Il est le fils de l'avocat et écrivain Émile Daireaux et d'Amalia Molina Regueira. Il intégre l'École navale de Brest (France), d'où il sort aspirant en 1890. Il commence sa carrière dans la Marine française, au sein de la flotte méditerranéenne, et participe ensuite à la campagne et au débarquement au Dahomey en 1891. En 1895, il prend part à la campagne de Madagascar, où il commande en tant que sous-lieutenant des troupes de débarquement et d'infanterie lors d'opérations terrestres, recevant une distinction du ministère de la Marine française pour ses faits. En 1896, il demande à quitter la Marine française pour rejoindre la Marine argentine, alors dirigée par le ministre de la Marine, l'ingénieur Guillermo Villanueva, et sous le commandement du chef d'état-major naval, le capitaine de vaisseau Manuel García Mansilla, également diplômé de Brest.

### Incorporation à la Marine argentine.
En tant qu'officier argentin, il poursuit sa carrière avec divers postes, intégrant l'état-major du cuirassé ARA San Martín, qui accueille à son bord le président Julio Argentino Roca lors de sa visite à Rio de Janeiro et de son entretien historique avec le président brésilien Manuel Ferraz de Campos Sales en 1899. Entre 1901 et 1903, il est attaché naval argentin à l'ambassade d'Argentine à Londres, se rendant également à Newcastle pour inspecter la fabrication de munitions destinées à l'Argentine.
Il occupe divers postes militaires, effectue des tâches hydrographiques et de relevé sur la côte austral, et donne des cours à l'Escuela Superior Naval. En 1910 et 1911, il reste à nouveau en Angleterre pour superviser la construction de torpilleurs. En 1912, il prend le commandement du navire-école, la frégate ARA Sarmiento, lors de son voyage d'instruction à travers l'océan Pacifique, atteignant Valparaíso, le Callao, Panama et Papeete (Tahiti). En 1916 et 1917, il agit en tant que Chef de la Commission Navale aux États-Unis et comme attaché naval basé à Washington. À son retour, il commande le cuirassé ARA Rivadavia, puis l'ARA Belgrano. En 1918, alors qu'il est commandant de l'ARA Rivadavia, il reçoit la mission de se rendre à New York pour transporter en Argentine de l'or monnayé d'une valeur de 17 millions de dollars.

### Accès à l'amirauté
En 1923, alors qu'il est commandant du croiseur ARA San Martín, il est promu contre-amiral. En 1924, il est nommé chef de l'Escadre maritime, puis chef de l'État-Major Général Naval. Le 12 février 1925, il devient aide de camp du président de la République du Chili, Arturo Alessandri, et la même année, il est désigné aide de camp de S.A.R. le prince de Galles (plus tard Édouard VIII), ce qui lui vaut d'être honoré en tant que Knight Commander de l'Ordre Victoria. Il commande la Base navale de Puerto Belgrano (Port militaire de Bahía Blanca) et occupe le poste de chef de l'État-Major naval durant le gouvernement du docteur Marcelo T. de Alvear en 1924. En 1929, avec le grade de vice-amiral, il prend sa retraite.

### Fin de carrière - Ministre de la Marine
En 1930, le gouvernement provisoire du lieutenant général José Félix Uriburu le désigne comme intervenant dans la province de Jujuy. En 1931, il termine sa carrière en tant que ministre de la Marine. Il est président du Centre Naval et de la Ligue Navale Argentin entre 1937 et 1939. 

### Vie privée
En 1906, il se marie avec Francisca Ocampo, avec qui il a cinq enfants. Il gère également l'établissement rural "Las Diez Lagunas", hérité de son père, Émile Daireaux.

## Décorations
Il reçoit l'Ordre du Mérite du Chili, le titre de Chevalier de la Légion d'Honneur de France et l'Ordre Victoria.  